# Liste der Pastoren der Schelfkirche Schwerin
Die Liste der Pastoren der Kirche St. Nikolai (Schelfkirche) in Schwerin umfasst bisher 35 Namen. Die Angaben zu den ersten bis dritten Pfarren sind aus den Veröffentlichungen von Willgeroth  und dem Archivgut der Kirchengemeinde entnommen.
Bis zum Jahre 1755 wurde die Kirche St. Nikolai (Schelfkirche) vom Dom als Filia mitverwaltet. Als Beispiele seien drei Prediger erwähnt:
- Joachim Mankemuß war 1589 Subrektor einer Schule und wurde vom Domkapitel zum Schelfprediger bestellt.
- Nicolaus Lindenberg aus Perleberg, ✝ 1609. 1564 theologisches Bakkalaureat in Rostock, 1573 Magister; 1576–1606 Prediger im Schweriner Dom; 30 Jahre auch Prediger an der Schelfkirche
- Andreas Senst aus Wesenberg, ✝ 2. Juni 1631. 1602–1624 3. Domprediger; 1624–1631 2. Domprediger; danach auf Lebenszeit zum Schelfprediger bestellt

Im Jahre 1755 wurde die seelsorgerische Betreuung der Garnison der Stadt Schwerin der Kirche St. Nikolai (Schelfkirche) zugewiesen. Als Garnisonsprediger amtierten bereits seit 1732 (Joh.) Georg Richter aus Gotha und danach ab 1753 (Joh.) Heinrich Bacher aus Hamburg. 
Für die heutige Besetzung von Pfarrstellen gilt das Kirchengesetz über die Besetzung von Pfarrstellen (Pfarrstellenbesetzungsgesetz – PfStBG) vom 10. Januar 2014.
Für die Anstellung der weiteren kirchlichen Mitarbeitenden gilt die Kirchliche Arbeitsvertragsordnung Mecklenburg–Pommern (KAVO-MP) vom 9. November 2012.
| Amtszeit           | 1. Pfarre, Name des Pfarrers                   | Anmerkungen |
| ------------------ | ---------------------------------------------- | --- |
| 1755–1757          | Jakob Ernst Röhr                               | Er stammte aus Danzig. Seine Lebensdaten sind bislang unbekannt. Anfang 1757 entlassen, weil er sich weigerte, die Amtsprüfung abzulegen. Danach war er Kanzlist bei der Justizkanzlei. |
| 1757–1788          | Nathanael Ephraim Blanckmeister                | * 1. Juni 1726 in Netzschkau (Vogtland); † 29. Juni 1788 in Schwerin (?). |
| 1788–1808          | David Joachim Francke                          | * 10. März 1730 in Lindenberg bei Demmin; † 28. Januar 1808 in Schwerin. |
| 1808–1813          | Geo. Jul. Ernst Breem                          | Getauft am 13. Oktober 1770 in Teschow; † 11. März 1844 in Gägelow (?). Er war ein musikalischer Mann und vorzüglicher Gärtner. |
| 1813–1847          | Vollrath Adolf Bernhard Studemund              | Getauft am 27. Dezember 1774 in Rambow; † 6. Februar 1857 in Schwerin. Er war von 1842 bis 1847 Präpositus und wurde am 13. November 1844 zum Kirchenrat ernannt. |
| 1847–1851          | Frz. Wilh. Ferdinand Schröder                  | * 20. Oktober 1812 in Wismar; † 20. Dezember 1884 in Schwerin. Er war 1849–1854 Mitredakteur des Zeitblattes für die Evangelisch-Lutherische Kirche Mecklenburgs und seit 1851 Schulrat in Schwerin sowie Ritter des Hausordens der Wendischen Krone.                                             |
| 1851–1861          | Heinrich O. Alexander Seidel                   | * 2. Februar 1811 in Goldberg; † 30. Januar 1861 in Schwerin. Er war seit 15. November 1856 Divisionsprediger und Gründer des Bibliotheksvereins für die evangelisch-lutherischen Gemeinden Schwerins. Er war der Vater des Dichters Heinrich Seidel.                                             |
| 1861–1868          | Chstn. Ludwig Schubart                         | * 9. Oktober 1819 in Setzin; † 3. Juli 1868 in Schwerin (?). Er war 1867–1868 Präpositus und von 1863 bis 1867 Herausgeber des Neuen Mecklenburger Kirchenblattes. |
| 1868–1884          | Axel Rich. Ottokar Walter                      | * 21. Dezember 1826 in Ludwigslust; † 2. Dezember 1904 in Schwerin. Seit dem 1. April 1884 war er Superintendent in Parchim. |
| 1884–1887          | Wilhelm Ludw. Johannes Grohmann                | * 3. März 1835 in Ludwigslust; † 14. April 1911 in Schwerin. Er war von 1886 bis 1902 Präpositus und seit 1898 Kirchenrat. |
| 1887–1894          | Ernst Georg Adolf Haack                        | * 26. Dezember 1850 in Seedorf in Lauenburg; † 29. April 1945. Promotion 1899 zum D. theol. in Rostock. Er wurde 1908 zum Geheimen Oberkirchenrat ernannt und war von 1901 bis 1922 Leiter des Predigerseminars.                                                                                  |
| 1894–1897          | Martin Christian Ludwig Pistorius              | * 9. März 1850 in Wernigerode; † 29. Oktober 1897 in Schwerin (?). Sein Grabkreuz wurde von der Nikolai-Gemeinde errichtet. |
| 1897–1917          | Carl Bernh. Oskar Heussi                       | * 1. Januar 1851 in Parchim; † 16. März 1917 in Schwerin (?). Er war von 1902 bis 1917 Präpositus und seit 1915 Kirchenrat. |
| 1917–1920          | Martin Romberg                                 | * 5. April 1857 in Perlin; † (?). Promotion 31. Oktober 1917 zum D. theol. in Rostock (anlässlich der 400-jährigen Reformationsjubelfeier). |
| 1921–1928          | Paul Herm. Martin Hurtzig                      | * 12. Mai 1876 in Kieth; † (?). Ab 1928 war er Landessuperintendent in Wismar. |
| 1928–1940          | Carl Johs. August Ludwig Schröder              | * 1. Dezember 1875 in Varchentin; † 20. September 1940 in Schwerin (?). In der 1. Pfarre vom 9. Januar 1928 bis 20. Januar 1940. Seit 1. Oktober 1932 bis 1940 war er Propst der Propstei Schwerin-Stadt. Bereits ab 1921 war er Mitglied und Schriftführer der verfassungsgebenden Landessynode. |
| 1940–1946          | Theodor Werner                                 | * 12. Juni 1892 in Homberg (Efze); † 10. November 1973 in Celle. In der 1. Pfarre vom 17. April 1940 bis 19. Juni 1946. |
| 1945–1946          | Oskar Heintzeler                               | * 20. Juni 1898 in Winzerhausen / Würth.; † 22. Oktober 1972 (wo ?). In der 1. Pfarre vom 15. Juli 1945 bis 31. März 1946 (Vertretung für Theodor Werner). |
| 1946–1957          | Gottfried Chstn. August Ludw. Franz Kleiminger | * 12. August 1888 in Teterow; † 29. April 1957. Seit 1. Mai 1932 war er Jugendpastor und von 1953 bis 1957 Propst. In der 1. Pfarre vom 1. Juli 1946 bis 25. April 1957. |
| 1957–1970          | Oskar Heintzeler                               | Siehe zuvor. In der 1. Pfarre vom 15. Oktober 1957 bis 30. September 1970. |
| 1971–1977          | Peter Tuttas                                   | * 19. September 1934 in Königsberg; † 11. September 2011 in Schwerin. In der 1. Pfarre vom 1. Oktober 1971 bis 24. Juli 1977. |
| 1986–1996          | Wilfried Rahner                                | * 19. März 1931 in Vetschau. In der 1. Pfarre vom 1. Juli 1986 bis 31. März 1996. In seine Zeit fällt der Umbau des Stalles auf dem Pfarrhof in ein Gemeindehaus. |
| Ab 1. Februar 2009 | Burkhardt Ebel                                 | * 31. August 1959 in Wismar. Er ist der Initiator der Beschaffung der neuen Bronzeglocken; Glockenweihe im Jahre 2015. |

| Amtszeit  | 2. Pfarre, Name des Pfarrers                   | Anmerkungen |
| --------- | ---------------------------------------------- | --- |
| 1755–1757 | Christian Benin                                | * 1. April 1728 in Meyenburg in der Prignitz; † 13. April 1798 in Trebel bei Lüchow. Er hatte auf die herzogliche Regierung von der Kanzel her „ungebührlich gescholten“, daraufhin wurde er 1757 suspendiert und abgesetzt. |
| 1757      | Nathanael Ephraim Blanckmeister                | Siehe unter 1. Pfarre. |
| 1758–1788 | David Joachim Francke                          | Siehe unter 1. Pfarre. |
| 1789–1791 | Christian Friedrich Studemund                  | * 11. April 1748 in Wessin; † 16. Juli 1819 in Ludwigslust. Er war von 1791 bis 1817 Hofprediger in Ludwigslust, seit 1801 Oberhofprediger und Herausgeber eines Gesangbuches für die Hofgemeinden Ludwigslust und Schwerin. |
| 1791–1803 | Joh. Peter Heinrich Raspe                      | Getauft am 6. Februar 1759 in Schwerin; † 8. Januar 1803. |
| 1804–808  | Geo. Jul. Ernst Breem                          | Siehe unter 1. Pfarre. |
| 1808–1813 | Vollrath Adolf Bernhard Studemund              | Siehe unter „1. Pfarre“. |
| 1813–1843 | Philipp Carl Friedrich Studemund               | Getauft am 24. Februar 1784 in Kuhlrade; † 4. März 1857 in Schwerin. Er schrieb das Buch Mecklenburgische Sagen, Parchim 1830. |
| 1843–1847 | Frz. Wilh. Ferdinand Schröder                  | Siehe unter 1. Pfarre. |
| 1847–1851 | Theodor Friedrich Berthold Rubach              | * 7. April 1817 in Pokrent; † 16. Juni 1851 in Schwerin (?). |
| 1852–1861 | Chstn. Ludwig Schubart                         | Siehe unter 1. Pfarre. |
| 1862–1868 | Axel Rich. Ottokar Walter                      | Siehe unter 1. Pfarre. |
| 1869–1884 | Wilhelm Ludw. Johannes Grohmann                | Siehe unter 1. Pfarre. |
| 1884–1887 | Ernst Geo. Adolf Haack                         | Siehe unter 1. Pfarre. |
| 1887–1894 | Martin Chstn. Ludwig Pistorius                 | Siehe unter 1. Pfarre. |
| 1894–1897 | August Friedr. Wilhelm Wilken                  | * 22. November 1841 in Ratzeburg; † 25. Januar 1925 in Hannover. |
| 1897–1917 | Heinr. Wilh. Jul. Martin Romberg               | Siehe unter 1. Pfarre. |
| 1917–1921 | Paul Herm. Martin Hurtzig                      | Siehe unter 1. Pfarre. |
| 1921–1928 | Carl Johs. August Ludwig Schröder              | Siehe unter 1. Pfarre. |
| 1928–1932 | Gottfried Chstn. August Ludw. Franz Kleiminger | Er hatte in der 2. Pfarre zwei Amtszeiten: vom 23. September 1928 bis 30. April 1932 und vom 1. Juli 1940 bus 30. Juni 1946. Siehe auch 1. und 3. Pfarre. |
| 1932–1940 | Theodor Werner                                 | Siehe unter 1. Pfarre In der 2. Pfarre bzw. auch im Schweriner Dom (1. Pfarre) vom 22. Mai 1932 bis 16. April 1940. |
| 1940–1946 | Gottfried Chstn. August Ludw. Franz Kleiminger | Siehe zuvor. |
| 1947–1957 | Oskar Heintzeler                               | Siehe unter 1. Pfarre. In der 2. Pfarre vom 1. April 1947 bis 14. Oktober 1957. |
| 1957–1979 | Gerhard Wittkat                                | * 14. April 1913 in Königsberg; † 28. August 1996 (wo ?). In der 2. Pfarre vom 1. Januar 1957 bis 31. Dezember 1979. |
| 1981–2008 | Fleischer, Matthias                            | * 30. September 1943 in Schönlanke / Netzekreis; In der 2. Pfarre vom 1. September 1981 bis 30. September 2008. Theologisch angesiedelt in den Auffassungen der modernen Theologen Rudolf Bultmann, Herbert Braun und Gerhard Ebeling. Ziele seiner theologischen Arbeit waren: Schaffung einer mündigen Gemeinde und „Sammlung und Sendung“. Initiator umfangreicher Renovierungsarbeiten in der Grablege unter dem Chorraum, der Arbeiten an den Kirchenfenstern, des Turmes und seiner Eindeckung sowie des Pfarrhauses Puschkinstr. 3; Verpachtung des Pfarrhauses Schelfstr. 36 für einen christlichen Kindergarten. |

| Amtszeit  | 3. Pfarre, Name des Pfarrers                   | Anmerkungen |
| --------- | ---------------------------------------------- | --- |
| 1934–1940 | Gottfried Chstn. August Ludw. Franz Kleiminger | Siehe unter 1. und 2. Pfarre |
| 1945–1946 | Martin Tarnow                                  | * 15. Dezember 1907 (wo ?); † (?). In der 3. Pfarre vom 1. Oktober 1945 bis 14. Februar 1946 (siehe auch Schlosskirche). Zuletzt Pfarrer in Bochum. |
| 1946–1956 | Aurel von Jüchen                               | * 20. Mai 1902 in Gelsenkirchen; † 11. Januar 1991 in Berlin. In der 3. Pfarre vom 15. März 1946 bis 28. Februar 1956. Er wurde 1950 inhaftiert und war bis 1955 in der Verbannung im Arbeitslager Workuta in der russischen Komi-Republik am Eismeer. |
| 1945–1947 | Oskar Heintzeler                               | Aushilfe vom 15. Juli 1945 bis 31. März 1947. Siehe unter 1. und 2. Pfarre. |
| 1950–1956 | Fritz Engelke                                  | * 24. Januar 1868 in Schleswig; † 15. Mai 1956 in Schwerin. In der 3. Pfarre von 1950 bis 15. Mai 1956. Er vertrat Pastor Aurel von Jüchen. |
| 1957–1983 | Boddin, Joachim                                | * 18. Januar 1921 in Schwerin; † 22. Dezember 2016 in Hamburg-Volksdorf. In der 3. Pfarre vom 15. Oktober 1957 bis 30. Juni 1983. In den 1960er Jahren trieb er maßgeblich die Renovierung der Schelfkirche voran.                                     |